# Puig Castellar (la Llacuna)
|  | Per a altres significats, vegeu «Puig Castellar». |

El Puig Castellar és una muntanya de 943 metres que es troba al municipi de La Llacuna, a la comarca catalana de l'Anoia. És el vuitè cim més alt de l'Anoia (després dels cims de Montserrat) i el primer de la Serra de la Llacuna.
Al cim podem trobar-hi un vèrtex geodèsic (referència 273123001).
Aquest cim està inclòs al llistat dels 100 cims de la FEEC amb el nom de Puig Castellar (serra d'Ancosa).
 